# حشره‌خوار دندان‌بزرگ سیبریایی
 حشره‌خوار دندان‌بزرگ سیبریایی (نام علمی: Sorex daphaenodon) نام یک گونه از سرده حشره‌خوارهای دم‌دراز است.